# Saturno (Rauw Alejandro)
Saturno è il terzo album in studio del cantante portoricano Rauw Alejandro, pubblicato l'11 novembre 2022 dalle etichette discografiche Sony Music Latin e Duars Entertainment.

## Tracce
1. Saturno – 1:31
2. Punto 40 (con Baby Rasta) – 3:10
3. Más de una vez – 4:05
4. Lejos del cielo – 3:28
5. Dejau' (con DJ Playero) – 3:02
6. Gatas (con Chris Palace) – 3:27
7. Panties y brasieres (con Daddy Yankee) – 3:17
8. Cazadores (con Arcángel) – 3:46
9. Deca' a Las Vegas (interlude) – 1:27
10. Qué rico chingamos – 4:06
11. Ron Cola (con Súbelo NEO) – 3:06
12. No me sueltes – 2:42
13. Verde menta – 3:08
14. Corazón despeinado – 3:27
15. Dime quién???? – 2:44
16. Rauleeto (skit) – 1:10
17. De Carolina (con DJ Playero) – 3:01
18. Lokera (con Lyanno e Brray) – 3:17